# 斯泰波韋 (丘胡伊夫區)
49°39′18″N 36°49′19″E / 49.65500°N 36.82194°E
斯泰波韋（烏克蘭語：Степове）是位於烏克蘭東部的村莊，由哈爾科夫州丘胡伊夫区的奇卡洛夫斯凱市鎮負責管轄。該村始建於1928年，面積0.23平方公里，海拔高度146米，2001年人口138，人口密度每平方公里600人。